# Spilosmylus apoanus
Spilosmylus apoanus là một loài côn trùng trong họ Osmylidae thuộc bộ Neuroptera. Loài này được Banks miêu tả năm 1937.